# Florimond Bonte
Pour les articles homonymes, voir Bonte.
Florimond Bonte, né le 22 janvier 1890 à Tourcoing (Nord) et décédé le 19 novembre 1977 à Fleury-Mérogis (Essonne), est un homme politique français. Membre du Parti communiste français, il est député de la Seine de 1936 à 1940, puis de 1945 à 1958.

## Biographie
Issu d'un milieu catholique modeste, Florimond Bonte milite dans sa jeunesse au sein du mouvement de tendance chrétienne-démocrate Le Sillon de Marc Sangnier, puis fait la connaissance en 1914 du socialiste Jules Guesde qui a une grande influence sur lui.
Pendant la Première Guerre mondiale, il est blessé en septembre 1914 à la bataille de la Marne. Fait prisonnier en 1916, il prend part en 1918 aux travaux des conseils d'ouvriers, de paysans et de soldats créés durant la révolution allemande. De retour en France, il participe à la création de la fédération du Nord de l'Association républicaine des anciens combattants (ARAC), présidée par Henri Barbusse. Membre de la Fédération du Nord du Parti socialiste, il participe, après le congrès de Tours en 1920, à la formation du Parti communiste français. Il devient secrétaire de la Fédération PCF du Nord, puis, il est nommé en 1924, avec Maurice Thorez, secrétaire de la région communiste du Nord et du Pas-de-Calais.
Aux élections législatives de 1936, il est élu député dans la 2e circonscription du 11e arrondissement de Paris. Il intègre la Commission du suffrage universel et celle des affaires étrangères. II intervient en faveur de la sécurité collective et du désarmement général, et dénonce les conséquences des accords de Munich.
Cosignataire avec Arthur Ramette d'une lettre écrite au nom du groupe ouvrier et paysan français  demandant que la Chambre examine des offres de paix de l'URSS, il est arrêté par la police, mis en prison, déchu de son mandat puis condamné le 3 avril 1940 par le 3e tribunal militaire de Paris à 5 ans de prison, 5 000 francs d'amende et 5 ans de privation de ses droits civils et politiques. 
Incarcéré dans plusieurs prisons en France puis transféré avec 26 autres de ses collègues dans le pénitencier de Maison-Carrée en Algérie, il est libéré après le débarquement allié en Afrique du Nord en 1943. Il est nommé en novembre de la même année par le Comité français de libération nationale délégué à l'Assemblée consultative provisoire où il est l'un des représentants du groupe communiste de la Chambre des députés.
En 1945, il est élu à la Ire Assemblée nationale constituante, dans la 3e circonscription de la Seine, puis réélu en 1946 à la IIe Assemblée nationale constituante. Il siège à nouveau à l'Assemblée nationale en novembre 1946 et est réélu en 1951 et 1956. Il retrouve la Commission des affaires étrangères.
Au sein du Parti communiste, il est réélu membre du Comité central à la Libération et le reste jusqu'en 1958 ; il est aussi membre du Bureau politique de 1944 à 1947. Il assure également des fonctions importantes au sein de la presse communiste : rédacteur en chef de L'Humanité (1929-1934), directeur de France-Nouvelle (1945-1956) et de Liberté.

## Publications
- Contrefaçons socialistes, éditions de l'Enchaîné, Lille, 1921
- La Guerre de demain, aérienne, bactériologique et chimique, éditions de l'Enchaîné, Lille, 1929
- Le Front rouge contre la guerre, éditions de l'Enchaîné, Lille, 1932
- Les Catholiques dans le cité et les Communistes, Bureau d'Éditions, Paris, 1936
- « Les pogromes de la croix gammée », dans La Brochure populaire, no 28, Paris, décembre 1938[4]
- A l'échelle de la nation. Réponse à l'Echelle humaine de Léon Blum, Bureau d'Éditions, Paris, 1945
- Le Chemin de l'honneur. De la Chambre des députés aux prisons de France et au bagne d'Afrique, Hier et Aujourd'hui, Paris, 1948
- Certitude de victoire. Des héros sublimes de la Commune de Paris aux glorieux combattants de la Résistance, Éditeurs Français Réunis, Paris, 1951
- Le chevalier de la paix : hommage à Victor Hugo, Éditions sociales, Paris, 1952
- Le Militarisme allemand et la France, Éditions sociales, Paris, 1961
- Le dossier Heusinger, Éditions sociales, Paris, 1962[5]
- Désarmer ou périr, Éditions sociales, Paris, 1963
- Six millions de Crimes, Éditions sociales, Paris, 1964
- De l'ombre à la lumière, Éditions sociales, Paris, 1966[6]
- Qu'est-ce que la guerre atomique, Éditions sociales, Paris, 1968
- Les antifascistes allemands dans la Résistance française, Éditions sociales, Paris, 1969[7]